# Ртищев, Николай Фёдорович
Николай Фёдорович Ртищев (1754—1835) — русский военный и государственный деятель, генерал от инфантерии (25.12.1813), главнокомандующий в Грузии (16.02.1812-09.04.1816), сенатор.

## Биография
Родился в 1754 году. Происходил из старинной дворянской семьи, сын Фёдора Алексеевича Ртищева и Марии Васильевны Лихаревой (1728—1793), дочери орловского и симбирского воеводы Василия Михайловича Лихарева. Отец умер в 1756 году, когда Николаю было два года. К молодой вдове Марии Васильевне и её детям благоволил старший из графской семьи Орловых Иван Григорьевич, который в 1783 году женился на сестре Николая Елизавете (1750—1834).
Воспитывался в Сухопутном кадетском корпусе, откуда выпущен был в армию поручиком 16 июля 1773 года. 30 сентября назначен адъютантом к генерал-фельдмаршалу графу З. Г. Чернышеву. 30 сентября 1779 года был произведён в секунд-майоры, во 2-й гренадерский полк. 6 ноября был возвращён в штат Главнокомандующего в Москве и Московской губернии графа З. Г. Чернышёва.
4 сентября 1784 года произведён был в полковники, в Навагинский полк.
В 1784—1785 годах состоял в московской масонской ложе князя Трубецкого.
21 апреля 1789 года произведён в бригадиры в сформированный из Навагинского и Тенгинского полков Санкт-Петербургский гренадерский полк.
С 26 мая 1789 года в походе против Швеции на галерном флоте, под предводительством принца Нассау-Зигена. 22 августа был награждён золотой шпагой с надписью «За храбрость». С 7 июня и до конца войны оставался со своим полком на канонерских лодках в гребном флоте, в отряде вице-адмирала И. А. Повалишина.
После заключения мира с Швецией был послан с Навагинским и Куринским полками на гребной флот в Ревель, под начальство вице-адмирала Козлянинова. В 1791 году — командирован в Ригу и назначен командовать вновь построенной гребной флотилией и находился близ крепости Дюнамюнде, под командованием генерал-фельдмаршала графа Салтыкова.
1 января 1793 года произведён в генерал-майоры, служил в заграничной армии в Польше, под начальством генерала от инфантерии О. А. Игельстрома.
24 января 1797 года был назначен шефом Нарвского его имени мушкетёрского полка, а 25 марта 1798 года произведён в генерал-лейтенанты с назначением Астраханским комендантом и шефом Астраханского гарнизонного его имени полка. В должность вступил 5 июня. По прошению уволен был в отставку, с мундиром, 22 сентября, а 25 октября того же, 1798 года, ему было объявлено Высочайшее благоволение «за расторопность и усердие», оказанные в бытность комендантом. Вскоре после выхода в отставку женился 23 октября 1799 года на молодой вдове Екатерине Николаевне (Генриетте-Фредерике) Мильет (1777—14.02.1828), детей у них не было.
Вновь принят в службу в 1806 году и назначен состоять по армии 3 апреля. 27 сентября назначен начальником 16-й пехотной дивизии, за успешное сформирование которой 1 августа 1807 года удостоен был ордена Святой Анны 1-й степени.
С 8 марта 1808 года находясь в походе, участвовал с 14 апреля по 5 мая в осаде крепости Браилов и по 12 мая 1809 года пробыл в Молдавии, Валахии и Бессарабии. 15 мая был назначен начальником 25-й пехотной дивизии. С 22 сентября по 8 декабря 1809 года был в походе в Австрийской Галиции.
26 ноября 1810 года был награждён орденом Святого Георгия 4-й степени, а 8 января 1811 года назначен начальником 19-й пехотной дивизии. 7 июля назначен на должность Главного начальника войск, расположенных по Кавказской линии, и губерниях Астраханской и Кавказской. 16 февраля 1812 года Ртищев назначен был главнокомандующим в Грузии и главноуправляющим по гражданской части.
В войне с Персией после многих поражений, наследный принц Аббас-Мирза, предложил переговоры о мире. 23 августа 1812 года Ртищев выехал из Тифлиса к персидской границе и при посредничестве английского посланника, вступил в переговоры, однако условий, предложенных Аббас-Мирзой не принял и возвратился в Тифлис.
30 ноября 1812 года Ртищев был награждён орденом Святого Александра Невского.
10 октября 1813 года Ртищев выехал из Тифлиса в Карабах и 12 октября в урочище Гюлистан, был заключён мирный договор, по которому Персия отказалась от притязаний на Дагестан, Грузию, Имеретию, Абхазию, Мегрелию и признала права России на все завоёванные и добровольно подчинившиеся ей области и ханства (Карабахское, Гянджинское, Шекинское, Ширванское, Дербентское, Кубинское, Бакинское и Талышинское).
За заключение Гюлистанского мира Ртищев был произведён 25 декабря 1813 года в генералы от инфантерии, а Персидское государство наградило его орденом Льва и Солнца 1-й степени с алмазами.
9 апреля 1816 года, по прошению, Ртищев был уволен от занимаемых должностей. Управлял он Грузией до прибытия, в следующем году, назначенного на его место А. П. Ермолова.
26 мая 1817 года Ртищев был назначен сенатором. 25 июня получил повеление присутствовать во 2-м Отделении 6-го Департамента Сената. С 1832 года — сенатор неприсутствующий.
Скончался в Москве 8 (20) января 1835 года. Похоронен на 5-м участке (точнее, на 1-м по нумерации М. Д. Артамонова; на 4-м по нумерации И. Е. Домбровского) кладбища Донского монастыря.
Жена — Екатерина Николаевна, или Генриэта-Фредерика, вдова Мильет, «кальвинской веры».